# Viêm khớp
Viêm khớp (tiếng Anh: Arthritis) là một thuật ngữ thường dùng để chỉ bất kì rối loạn nào ảnh hưởng đến khớp xương. Những triệu chứng phổ biến là đau khớp và cứng cơ. Các triệu chứng khác là đỏ, sưng và giảm phạm vi chuyển động của khớp bị ảnh hưởng. Một số loại viêm khớp còn ảnh hưởng đến các cơ quan khác. Sự khởi phát của bệnh có thể là dần dần hoặc đột ngột.
Có khoảng 100 loại viêm khớp. Những dạng phổ biến nhất là thoái hóa khớp và viêm khớp dạng thấp. Viêm khớp dạng thấp là một rối loạn tự miễn dịch thưởng ảnh hưởng đến bàn tay và chân. Những loại khác bao gồm gút, lupus ban đỏ hệ thống, đau xơ cơ và viêm khớp nhiễm khuẩn. Chúng đều thuộc dạng bệnh phong thấp.